# Brouwerij Heyloo
Brouwerij Heyloo is een Nederlandse brouwerijhuurder te Heiloo in de provincie Noord-Holland.

## Geschiedenis
Brouwerij Heyloo werd opgericht op 22 augustus 2011 met als doel het ontwikkelen en brouwen van lokale en regionale speciaalbieren. De ambitie is om met lokaal bier het dorp Heiloo en zijn historie te promoten. De bierrecepten worden in een eigen micro-brouwinstallatie ontwikkeld en vervolgens gebrouwen door brouwerij De Schans in Uithoorn en brouwerij Klein Duimpje in Hillegom.

## Bieren
- Heilooër Blond, 7%

- Ter Coulster Dubbel, 7%

- Willibrordus Blond, 5,5%

- Varnebock, 6,5%

- Nijenburg Grand Cru, 9%